# 双重奏 (2022年电影)
《双重奏》（葡萄牙語：Duetto）是一部在巴西和意大利拍摄，由Nexus影院（NEXUS Cinema）制作、维森特·阿莫林姆导演着手执导，瑞塔·布扎而（Rita Buzzar）、若昂·西格尔（葡萄牙語：João Segall）撰写的音乐剧情片。此片于2019年开始进行拍摄，原定2021年上半年末、下半年初上映。但由于2019冠状病毒疾病疫情而不得不推迟首映礼。故事背景设于1965年期间的意大利歌曲节，讲述了一名女孩科拉（Cora）与创作型歌手马希罗·比安奇尼（Marcello Bianchini）之间的故事。

## 剧情简介
这是一个关于爱与宽恕的美丽故事...
故事始于圣保罗，18岁的科拉（路易莎·阿瑞斯 饰）失去了她最爱的父亲后，与祖母一起前往意大利的家乡，——普利亚大区的波利尼亚诺阿马雷。每年，意大利音乐节都会在此举办。她被音乐节和创作型歌手马希罗·比安奇尼（米凯莱·莫罗尼 饰）深深吸引住了。在一个充满问题的家庭中，科拉知道爱情、钦佩和生活中都有痛苦的一面，她为此寻求答案，活出精彩的18岁，走向成熟和成年的道路。

## 演员阵容
以下部分内容整理自：

### 主要演员
- 吉安卡洛·詹尼尼（英语：Giancarlo Giannini） 饰演 吉诺（Gino）

70岁，非常有魅力的男人，索菲亚的丈夫。出生在普利亚的一个工人家庭。自从他嫁给了索菲亚之后，他慢慢累积自己的能力，接管了一家餐厅。虽然他是一个非常敬业的人，但是直到今天他都疯狂地爱着索菲亚。她是他一生的挚爱。
- 玛丽埃塔·塞韦罗（英语：Marieta Severo） 饰演 露西亚（Lucia）

苏菲雅的姐姐。70岁的她是一个严肃而坚强的，但又敏感女人。意大利人，22岁的她就居住在巴西。40年前，在家庭不和之后，他离开了普利亚大区，将儿子的死归咎于伊莎贝尔，一直以为是苏菲雅她最喜欢的女儿。在前往意大利后，一些古老的家庭问题重新浮出水面...
- 路易莎·阿瑞斯（英语：Luisa Arraes） 饰演 科拉（Cora）

18岁的巴西人，浪漫而又好奇60年代给一般年轻人带来的变化。她很漂亮，眼睛清澈，很尊敬父亲马塞洛。起初，在他们争吵之后，她将父亲在一次事故中的死亡归咎于她的母亲伊莎贝尔，与祖母露西亚有着极为特殊的关系。后来被音乐节和创作型歌手马希罗·比安奇尼深深吸引住了。
- 伊丽莎白·德·帕洛（英语：Elisabetta De Palo） 饰演 苏菲雅（Sofia）

露西亚的妹妹。66岁，年轻时非常漂亮，现在仍然美丽的女人，对吉诺一见钟情，他们在十几岁的时候就结婚了。Barren 无法给吉诺生孩子，他们最终收养了几个朋友的儿子卡罗。她是一位出色的厨师，也是她父母的餐厅“Spina di Pesce”的厨房的管理者。
- 加布里埃尔·莱昂（葡萄牙語：Gabriel Leone） 饰演 卡罗（Carlo）

20岁。10岁的他因为父母在车祸中丧生而成为了孤儿。后来，索菲亚和吉诺照顾他，並接管了他的监护权。失去父母与科拉失去马塞洛相似，因为在他们之间建立同理心很重要。他在家庭餐厅担任服务员，但他的梦想是成为一名摄影师。因此，作为一名“业余狗仔队”，他想拍下1965年音乐节的精彩照片，在竞争激烈的市场中赚到一些钱，赢得被人青睐的机会。
- 梅芙·金琴丝（英语：Maeve Jinkings） 饰演 伊莎贝而（Isabel）

37岁的她对女儿科拉非常投入，总觉得丈母娘露西亚不怎么喜欢她。爱慕马塞洛，即使她知道马塞洛不爱她，她在怀孕期间看到了和他在一起的可能性后于他结婚。她有一个梦想，就是要在结婚之后一点一点地征服他。
- 米凯莱·莫罗尼 饰演 马希罗·比安奇尼（Marcello Bianchini）

创作型歌手。29岁的他自学成才，会演奏多种乐器。此外，他是一个吟游诗人，他创作浪漫歌曲通常带有批评60年代意大利浪漫音乐和音乐行业本身的某种讽刺浪漫主义。
- 罗德里戈·隆巴迪（英语：Rodrigo Lombardi） 马塞罗（Marcelo）

45岁，圣保罗家族意大利餐厅的经营者，梦想是成为一名音乐家。但他最终因伊莎贝尔怀上了科拉并不得不娶她。他不爱她，经常搞外遇，因为他经常受到母亲露西亚的保护。后来因车祸身亡。虽然如此，他还是赢得了女儿的敬重。

### 其他演员
- 特蕾莎·丰塞卡（Theresa Fonseca）饰演 乔瓦娜（Jovana）

意大利人。
- 卡西奥·潘多菲（Cassio Pandolfi）饰演 维多莉欧（Vittorio）
- 托尼·巴仁兹（Thuany Parente）饰演 米热拉·巴里尼（Mirela Barini）
- João Guesser 饰演 恩佐·司可瑞利 （Enzo Scorelli）
- Álvaro Motta 饰演 贝尔纳迪（Bernardi）

### 特别出演
- 伊莱·安德烈·科雷亚（Eli André Corrêa）饰演 酒店接待员
- 除此之外，拉斐尔·卡苏乔（Rafaelle Casuccio）、尼古拉·卡利（Nicola Cali）、阿尔瓦罗·莫塔（Alvaro Motta）、西蒙·佩特里（Simon Petri）、彼得罗·巴拉纳（Pietro Barana）、马可·马菲亚（Marco Marfia）、伊莎贝拉·马奎辛（Isabella Marquezine）和芭芭拉·贾纳扎（Barbara Gianazza）也是片中演员之一。

## 电影原声带
- 2020年，电影制作人瑞塔·布扎曾表示，米凯莱·莫罗尼为电影录制了三首歌曲。这些歌曲将与电影一起发行。这三首歌曲分别名为《Magari》、《Il Paradiso》和《Ritorna》。作曲方面则由瑞塔（Rita）、艾德·马森（Ed Marsen）和盖尔·费尔南德斯（Gale Fernandez）进行创作[2]。

## 制作与发行

### 主体拍摄
- 电影于2019年3月23日在巴西开始拍摄，并于2019年4月28日结束。之后2019年5月5日至9日期间在意大利普利亚大区等地区进行拍摄[2][5]。

## 赞助与支持
此片由巴西银行与其子公司赞助，马里卡市政厅、瑞吉娜酒店、阿拉瓜亚电影公司（Araguaia Filmes）、巴西希尔顿酒店及Brick House Brazil支持。